# Laion
Lajen tiếng Ý: Laion; Archaic (985 AD): Legian) là một đô thị ở tỉnh Bolzano-Bozen trong vùng Trentino-Alto Adige/Südtirol của Ý, có vị trí cách khoảng 70 km về phía đông bắc của thành phố Trento và khoảng 20 km về phía đông bắc của thành phố Bolzano. Tại thời điểm ngày 31 tháng 12 năm 2004, đô thị này có dân số 2.401 người và diện tích là 37 km².
Đô thị Lajen có các frazioni (các đơn vị cấp dưới, chủ yếu là các làng) Albions, Fraina (Freins), Novale (Ried), San Pietro (St. Peter), Tanurza (Tanirz) và Ceves (Tschöfas).
Lajen giáp các đô thị: Barbian, Kastelruth, Klausen, Urtijëi, Villanders, Villnöß và Waidbruck.